# Otto Günsche
Otto Günsche, nemški vojni častnik in vojak, * 24. september 1917 Jena, Saxe-Weimar-Eisenach, Nemško Cesarstvo, † 2. oktober 2003, Lohmar, Nemčija.
Günsche je bil med drugo svetovno vojno častnik v Waffen-SS nacistične Nemčije. Bil je član SS divizije Leibstandarte, preden je postal osebni adutant Adolfa Hitlerja. Günscheja so ruski vojaki Rdeče armade v Berlinu ujeli 2. maja 1945. Potem ko so ga zaprli v različnih zaporih in delovnih taboriščih v ZSSR, so ga 2. maja 1956 izpustili iz zapora v Bautzenu.